# 에드워드 스노든
에드워드 조지프 스노든(영어: Edward Joseph Snowden, 문화어: 에드워드 스노우덴, 1983년 6월 21일 ~ )은 미국 중앙정보국(CIA)과 미국 국가안보국(NSA)에서 일했던 미국의 컴퓨터 기술자다.
2013년, 스노든은 가디언지를 통해 미국내 통화감찰 기록과 PRISM 감시 프로그램 등 NSA의 다양한 기밀문서를 공개했다. 스노든은 자신의 폭로가 대중의 이름으로 자행되고 대중의 반대편에 있는 일을 대중에게 알리기 위한 노력의 일환이라고 말했다. 스노든에게서 NSA 기밀문서를 건네받아 가디언지에 보도한 글렌 그린월드 기자는 2014년 5월 13일 『더 이상 숨을 곳이 없다No Place to Hide』 라는 책을 펴냈다. 전 세계 24개 국가에 동시 출간된 이 책에는 첩보영화를 방불케하는 스노든과의 첫 만남에서부터 폭로과정, 그리고 국가 감시 및 주류 언론에 대한 비판이 담겨있다.

## 망명
스노든은 망명권을 행사하여 여러 나라에 망명을 신청했다. 위키리크스의 줄리언 어산지가 망명한 에콰도르에도 망명을 신청했다. 현재 어산지는 --런던 주재 에콰도르 대사관에 거주하고 있다.--2019년 4월 12일 외교보호가 철회되며 체포되었다.
2013년 6월 22일 영국 런던 주재 에콰도르 영사 피델 나르바예스가 스노든에게 에콰도르에 입국해 여행할 수 있는 서류를 발급했다. 나르바예스는 약 1년 전 줄리언 어산지의 에콰도르 망명 문제를 담당했던 영사다.
미국은 스노든의 여권을 정지시켰고, 스노든은 여행증명서가 없어서 러시아 모스크바 셰레메티예보 국제공항 환승 구역에 발이 묶였다고 보도되었으나, 런던 주재 에콰도르 영사가 발급한 서류 사본이 보도되면서, 사실이 아닌 것으로 밝혀졌다. 당초 난민증명서가 발급되었다고 보도되었으나, 에콰도르 외무부는 난민증명서를 발급한 적은 없으며, 에콰도르 정부가 법적인 여행증명서를 발급한 적도 없고, 그냥 런던 주재 에콰도르 영사가 개인적으로 사실상 여행증명서를 발급한 것일 뿐이라고 말했다.
‘안전통행증’이란 제목이 붙은 이 증명서에는 “이 서류 소지자가 정치적 망명을 위해 에콰도르로 여행할 수 있도록 하기 위해 발급한다”면서 “경유국 당국이 적절한 도움을 줄 것을 요청한다”는 내용이 들어 있다.
2013년 6월 23일 로버트 메넨데스 미국 상원 외교위원장은 성명을 통해 “에콰도르 정부가 스노든의 망명을 받아들인다면 관세 혜택 폐지 등 경제 제재를 가하겠다”고 경고했다.
보통 남미국가들은 모두가 반미국가들이라고 알려져 있는데, 에콰도르는 이러한 반미적 남미국가들 중에서도 선두에 서려는 정치외교적 정책노선을 취하고 있다.
2013년 8월 2일, 블라디미르 푸틴 러시아 대통령은 스노든의 망명을 미국의 국익에 영향을 끼치지 않는다는 조건 하에 임시 망명(3년)을 허용하였다.

## 출연 작품
- 스노든

## 같이 보기
- 에셜론
- NSA의 무영장 감시 논란
- 테러리스트 감시 프로그램